# Fornjot
Fornjot, (Fornjótr), var en mytisk konung över ”Gotland, Kænland och Finland”   och i nordisk mytologi ett urgammalt väsende bland jättarna.
Jätten Fornjot hade tre söner, Lä (Hlér), Låge (Logi) och Kåre (Kári), vilka härskade över havet, elden och vinden. Dessa och deras barn utgör personifikationer av naturföreteelser.
En halvmytisk äventyrssaga "Om Fornjot och hans ättmän" uppräknar hans avkomlingar ända ned i den historiska tiden, och eftersom man fordom fattade sagans uppgifter som fullt säkra och sanna, lät man vår historia börja med Fornjotska ätten, som dock av Erik Gustaf Geijer rätteligen återförvisades till mytens område.
Historien om Fornjot återfinns i det medeltida isländska manuskriptet Flatöboken under Fundin Noregr (Hur Norge byggdes)